# Михалкович, Валентин Иванович
Валентин Иванович Михалкович (30 апреля 1937, Дзержинск — 20 марта 2006, Москва) — советский и российский киновед, кинокритик, культуролог, доктор философских наук, профессор.

## Биография
Родился 30 апреля 1937 года в Дзержинске Минской области Белорусской ССР. 
В 1954 году поступил на биолого-почвенный факультет Белорусского государственного университета, который окончил в 1959 году. Работал в Мурманске.
В 1962 году поступил на киноведческий факультет Всесоюзного государственного института кинематографии (мастерская Нины Тумановой).
В 1963—1966 годах работал научным сотрудником отдела научной обработки зарубежного фильмофонда Госфильмофонда СССР, в 1966—1968 годах – заведующим кабинетом зарубежного кино ВГИКа. В 1968 году окончил заочное отделение киноведческого факультета.
В 1968—1970 годах работал старшим редактором иностранного отдела редакции журнала «Искусство кино», в 1970—1974 годах — научным сотрудником Института истории искусств Министерства культуры СССР, в 1974—1977 годах — научным сотрудником НИИ теории и истории кино Госкино СССР, в 1977—2006 годах — старшим, ведущим, затем главным научным сотрудником Государственного института искусствознания.
В 1996—1998 годах — консультант отдела кинопоказа НТВ.
В 1974 году защитил диссертацию на соискание учёной степени кандидата искусствоведения по теме «Буржуазный кинодетектив и некоторые проблемы „массовой культуры“».
В 1997 году защитил диссертацию на соискание учёной степени доктора философских наук по теме: «Телевидение и зритель: феноменология общения».
Профессор ВГИКа (1986—2006) и Государственного университета управления (2000—2006).
Публиковался по вопросам кино и телевидения с 1964 года. Автор ряда статей и рецензий в сборниках, в журналах «Искусство кино», «Советский экран», «Экран», «Литературное обозрение», «Киноведческие записки», в газетах «Известия», «Труд», «Неделя», «Независимая газета», «Культура», «Русский телеграф» и др.
Умер 20 марта 2006 года в Москве.